# سجاد مرداني
سجاد مرداني (بالفارسية: سجاد مردانی) هو لاعب تايكواندو إيراني ولد في يوم 1 يوليو 1988 في مدينة شهركرد في إيران، أبرز إنجازاته هو فوزه بالميدالية الفضية في بطولة العالم للتايكواندو 2013 التي أقيمت في بويبلا في المكسيك في وزن 87 كغم.

## روابط خارجية
- سجاد مرداني على موقع TaekwondoData.com (الإنجليزية)
- سجاد مرداني على موقع أوليمبيديا (الإنجليزية)